# Manuel Castells
Manuel Castells, född 9 februari 1942 i Hellín, Albacete, Spanien, är en spansk sociolog som efter en tid i Paris flyttade till USA 1979.

## Biografi
Manuel Castells växte huvudsakligen upp i Barcelona i en konservativ familj. I tonåren blev han politiskt aktiv och deltog i studenternas anti-Franco-rörelse. På grund av detta tvingades han lämna landet, och begav sig till Paris vid 20 års ålder för att slutföra sina studier. Efter att ha tagit doktorsexamen i sociologi vid Paris universitet undervisade han där 1967–1979, först vid Université Paris-Nanterre, varifrån han avskedades efter studentrevolten 1968, och därefter, mellan 1970 och 1979, vid École des hautes études en sciences sociales.
År 1979 blev han professor i sociologi och professor i samhällsplanering vid University of California, Berkeley. Han blev 2001 professor vid Universitat Oberta de Catalunya i Barcelona. År 2003 utnämndes han till professor i kommunikation vid University of Southern California.
Castells var en av dem som grundade USC Center on Public Diplomacy. Han har erhållit ett flertal hedersdoktorat och andra utmärkelser för sin forskning.
Han är bosatt i Barcelona och Santa Monica, Kalifornien och är gift med Emma Kiselyova.
År 2009 promoverades han till hedersdoktor vid Kungliga Tekniska högskolan.

## Castells teorier
Under 1970-talet utvecklade Castells den marxistiska teorin om stadssociologi, och myntade uttrycket ”kollektiv konsumtion” (kollektivtrafik, offentliga utrymmen, etc). Detta för att skapa ett ramverk för ett studium av en stor del av en social kamp, som står utanför näringslivets och politikens inblandning. Under 1980-talet tog han emellertid avstånd från Marx, för att i stället studera den nya teknologin och den nya ekonomiska ordningen. Hans forskning bygger på tre fundamentala dimensioner: produktion, makt, och erfarenhet. Vidare har han myntat uttrycket ”fjärde världen”, för de minst utvecklade länderna, eller andra märkbart marginaliserade eller förtryckta grupper, oavsett var de bor.
Castells har i sin trilogi om Nätverkssamhällets framväxt försökt beskriva vår samtid genom att ta analytisk utgångspunkt i den teknik samhället utnyttjar. Castells förklarar och beskriver förändringar som ägt rum i centrala aspekter av vårt samhälle såsom ekonomi, sysselsättning, kultur och tids- och rumsuppfattningar. Genom sin analytiska utgångspunkt beskriver han viktiga samband och funktioner i samhället. Denna beskrivning menar Castells vara nödvändig om samhället ska ha möjlighet att på bästa sätt fatta politiska beslut i viktiga framtidsfrågor. Hur dessa beslut ska fattas, eller om dagens politiska, ekonomiska och kulturella situation är bra eller dåligt, ger Castells ingen ledtråd om då han har en deskriptiv, och inte normativ, syn på vetenskapens roll i samhället. 
Castells tar fasta på nätverkslogiken som han menar är den organisatoriska logik som idag utgör grunden för centrala aspekter av vårt samhälle. Nätverkslogikens genomslag är ett resultat av såväl den kapitalistiska omstruktureringsprocess som ägde rum på 1970-talet, som givit nutidens teknik med hjälp av vilken nätverken kan göras effektiva. 
Castells menar vidare att samhället övergått från en industriell ekonomi till en informationell, där den grundläggande aktiviteten består i att ”... generera, behandla och effektivt tillämpa kunskapsbaserad information.” Den centrala råvaran idag är information, och återigen utgör det mänskliga intellektet en direkt produktivkraft.
Castells kallas ibland ”den nye Marx”. Detta ska rimligtvis förstås som en jämförelse mellan två vetenskapsmän och vad de försökt göra inom ramen för sina forskargärningar; att grundligt och heltäckande beskriva sin samtid. I ideologiskt hänseende har de dock mindre gemensamt.